# Sujeito-verbo-objeto
Em tipologia linguística, sujeito-verbo-objeto (ou SVO) é uma estrutura oracional na qual o sujeito surge primeiro, seguido do verbo e por último um objeto. As línguas podem ser classificadas de acordo com a sequência destes elementos dominantes. Juntamente com a ordem SOV, a ordem SVO é uma das duas mais comuns, perfazendo mais de 75% das línguas do mundo.É também a ordem mais comum nas línguas crioulas, sugerindo que pode ser de algum modo mais "óbvia" inicialmente para a psicologia humana (possivelmente através de "metáfora física", como no caso de um objecto atirado, em que a atenção passa naturalmente do atirador (sujeito) para o caminho do objecto voador (verbo) e só depois para o alvo (objeto). Porém tal não foi ainda examinado cientificamente.
Exemplos de línguas com ordem SVO são o português, inglês, finlandês, chinês, iorubá, malaio, quiché, guarani, entre muitas outras. As línguas românicas também seguem a ordem SVO, exceto em construções em muitas delas nas quais um pronome funciona como o objecto.
Um exemplo de ordem SVO em português: O João comeu a maçã.